# Стадницкий, Николай
Николай Стадницкий из Жмигруда (пол. Mikołaj Stadnicki; 1446 — 20 июля 1490, Краков) — каштелян пшемысльский (с 1481), воевода белзский (с 1489).

## Биография
Представитель польского дворянского рода Стадницких герба «Дружина». Сын рыцаря и королевского ложничего Николая Стадницкого (? — 1450). В 1462 году мать Катаржина Стадницкая после вступления в повторный брак с Павлом Голуховским, записала 1 000 гривен, полученных от имений её предыдущего мужа (Лысица, Старый Жмигруд, Лещины) Николаю и его сестре Катарине.
Николай Стадницкий начал свою карьеру при дворе короля польского Казимира Ягеллончика. 12 апреля 1481 года он получил должность каштеляна пшемысльского. Он выступал в качестве посредники, когда его родственники, сыновья Збигнева Стадницкого, осуществили в 1482 году раздел отцовских владений. 24 февраля 1483 года он взял из королевской казны квитанцию на 30 гривен на покрытие расходов посольства в Молдавию, но ничего не известно о ходе этой миссии. В феврале 1485 года Николай Стадницкий присутствовал на вальном сейме в Люблине. В 1489 году получил должность воеводы белзского.
20 июля 1490 года Николай Стадницкий из Жмигруда скончался в Кракове. Дата его смерти была отмечена в записях каштеляна розшского Амброзия Памповского.
Николай Стадницкий был женат на Барбаре, дочери бургграфа краковского Яна Галки. Свадьба состоялась в январе 1468 года. У супругов было трое сыновей и трое дочерей:
- Анджей Стадницкий (? — 1551), подкоморий пшемысльский
- Станислав Стадницкий (? — 1542), подкоморий пшемысльский, каштелян саноцкий
- Ян Стадницкий
- Катарина Стадницкая
- Барбара Стадницкая
- Доротея Стадницкая.